# میتسوبیشی لنسر رالی
میتسوبیشی لنسر رالی (Mitsubishi Racing Lancer) خودرویی است که از سال ۲۰۰۸ تا کنون تولید شده‌است. طراحی آن خودرو چهار چرخ محرک بوده است.
میتسوبیشی لنسر مسابقه رالی (نام کد MRX09) یک ماشین توسعه یافته توسط شرکت میتسوبیشی موتورز ساخت ۲۰۰۸ میلادی برای رقابت در رالی ۲۰۰۹ داکار بوده است این خودرو در سال ۲۰۰۹ رالی داکار به رقابت پرداخت. قالب خودرو از لوله‌های فولادی با بدنه فیبر کربن ساخته شده است. به جای استفاده از بدنه میتسوبیشی پاجرو بدنه این ماشین شبیه میتسوبیشی اسپرت بک است. این خودرو ۴ چرخ متحرک بوده و حجم موتور آن ۲۹۹۷ سی سی و شش سیلندر می‌باشد وزن خودرو هم ۱۹۰۰ کیلوگرم است این میتسوبیشی در رالی کمک شایانی به میتسوبیشی کرده ودر مدل و تیپ های مختلفی ساخته شده v6وv8
موتور آن ۲۹۹۷ سی‌سی است.